# 430er
Portal Geschichte | Portal Biografien | Aktuelle Ereignisse | Jahreskalender | Tagesartikel

◄ |
4. Jh. |
5. Jahrhundert
| 6. Jh. | ►

◄ |
400er |
410er |
420er |
430er
| 440er | 450er | 460er | ►

430 |
431 |
432 |
433 |
434 |
435 |
436 |
437 |
438 |
439

## Ereignisse
- Die Vandalen belagern 430 bis 432 die Hafenstadt Hippo Regius; in dieser Zeit stirbt auch der Kirchenvater Augustinus.
- 22. Juni – 31. Juli 431: Konzil von Ephesos, drittes ökumenisches Konzil. Es verwirft den Nestorianismus und bezeichnet Maria als Gottesgebärerin. Auch der Pelagianismus wird als häretisch verurteilt. Patriarch Nestorius von Konstantinopel wird abgesetzt. Die Assyrische Kirche erkennt die Konzilbeschlüsse nicht an und spaltet sich ab.
- 434: Attila gewinnt gemeinsam mit seinem Bruder Bleda die Führerschaft über die Stämme der Hunnen.
- 436: Zerstörung des Burgundenreiches durch den römischen Magister militum Aëtius mit Hilfe hunnischer Hilfstruppen, nach einem Vertragsbruch seitens der Burgunden. Der König der Burgunden, Gundahar, fällt im Kampf. Diese Ereignisse bilden den historischen Kontext zum Kern der Nibelungensage. Neuer König des Restvolks wird Gundioch.
- 438: Theodosius II. veröffentlicht den Codex Theodosianus.
- Der letzte Gladiatorenkampf findet im Kolosseum statt.